# Florido Tomeoni
Florido Tomeoni (Camaiore, 3 février 1755 - Paris, 29 juin 1820) est un compositeur et auteur dramatique italien.

## Biographie
Fils de Pellegrino Tomeoni (en), il devient professeur de chant, compositeur et éditeur et s'installe à Paris en 1783.
Ses pièces ont été représentées au Théâtre des Variétés et au Théâtre de la Porte-Saint-Martin. 

## Œuvres
- Quand je vois un petit oiseau, ariette, 1785
- Sonate pour le piano-forte (en ré), v. 1796
- Trois Sonates et un duo pour le clavecin ou pianoforte, v. 1784
- Théorie de la musique vocale, ou des Dix règles qu'il faut connaître et observer pour bien chanter ou pour apprendre à juger par soi-même du degré de perfection de ceux que l'on entend, 1798
- Methode qui apprend la connoissance de l'harmonie, et la pratique de l'accompagnement selon les principes de l'école de Naples, 1798
- Duo de l'Oncle valet, v. 1799
- Rondeau de l'opéra de l'Oncle valet, v. 1799
- Le Duel de Bambin, comédie en un acte et en prose, mêlée d'ariettes, 1800
- La Caverne infernale, ou la Manie du suicide, opéra-bouffon en 2 actes, paroles de Cea Moline, 1801
- Variations pour le piano sur l'air Charmante Gabrielle , v. 1802
- La Bataille des pyramides, ou Zanoubé et Floricourt, opéra-mélodrame en quatre actes, 1803
- Sonate en sol mineur pour le piano-forte, non datée
- Une romance et trois petits airs avec accompagnement de piano forte, non daté